# Теннис на летних Олимпийских играх 2012
Соревнования по теннису на XXX летних Олимпийских играх прошли с 28 июля по 5 августа. 184 спортсмена из 43 стран разыграли пять комплектов наград.

## Общая информация

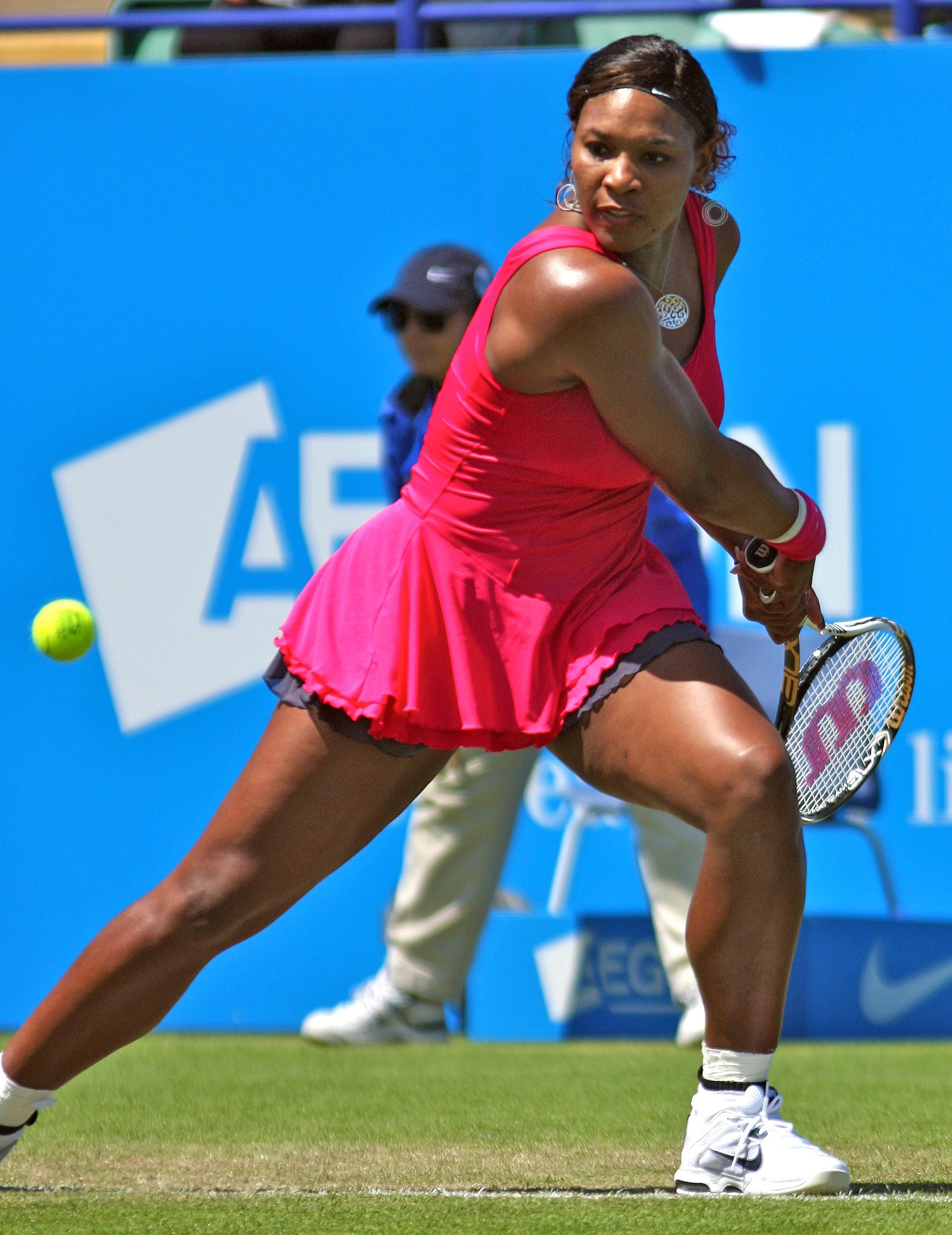
30-летняя Серена Уильямс (на фото 2011 года) выиграла в Лондоне два золота — в одиночном разряде и женском парном вместе со старшей сестрой Винус

Впервые с 1968 года в программу Игр был включён турнир смешанных пар (медали в этом разряде разыгрывались впервые с 1924 года).
В Лондоне выступали чемпионы Игр 2008 года: швейцарцы Роджер Федерер и Станислас Вавринка (мужской парный разряд), американки Серена Уильямс и Винус Уильямс (женский парный разряд). Чемпионка Олимпийских игр 2008 года в женском одиночном разряде Елена Дементьева завершила карьеру в конце 2010 года и не выступала в Лондоне, а обладатель аналогичного титула у мужчин — испанец Рафаэль Надаль — пропустил игры из-за обострения застарелых травм коленей.
Сёстры Уильямс стали в Лондоне первыми в истории тенниса 4-кратными олимпийскими чемпионками. На счету каждой из сестёр по одной победе в одиночном разряде: Винус (2000) и Серена (2012), а также три совместные победы в женском парном разряде (2000, 2008 и 2012).
В финале мужского одиночного разряда встретились британец Энди Маррей и Роджер Федерер, за несколько недель до олимпийского турнира 7-й раз в карьере победивший в Уимблдонском турнире. Шотландец Маррей достаточно неожиданно разгромил Федерера в трёх сетах, принеся Великобритании первое золото в теннисе с 1920 года. Федерер же, который провёл очень сложный полуфинал против Хуана Мартина дель Потро (победив в третьем сете со счётом 19-17), упустил возможность завоевать т. н. карьерный «Золотой шлем» — победы во всех 4  турнирах Большого шлема и олимпийское золото в одиночном разряде. Медаль Федерера стала одной из 4, завоёванных швейцарцами на Играх 2012 года во всех видах спорта.
Первую олимпийскую медаль в теннисе принесла Беларуси Виктория Азаренко, выиграв бронзу в одиночном разряде, а на следующий день Азаренко в паре с Максимом Мирным принесла своей стране и первое золото в теннисе, победив в смешанном парном разряде.

## Медали

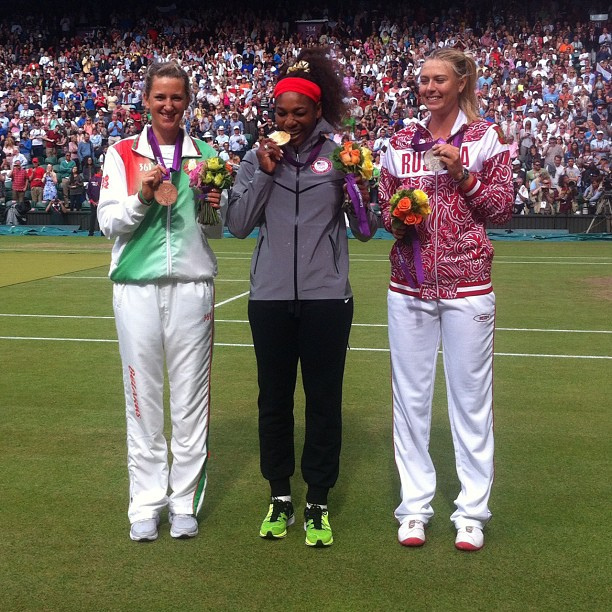
Медалисты в женском одиночном разряде: Виктория Азаренко, Серена Уильямс и Мария Шарапова

### Общий зачёт
| Общее количество медалей |                |        |         |        |       |
| Место                    | Страна         | Золото | Серебро | Бронза | Всего |
| 1                        | США            | 3      | 0       | 1      | 4     |
| 2                        | Великобритания | 1      | 1       | 0      | 2     |
| 3                        | Беларусь       | 1      | 0       | 1      | 2     |
| 4                        | Россия         | 0      | 1       | 1      | 2     |
| 4                        | Франция        | 0      | 1       | 1      | 2     |
| 6                        | Чехия          | 0      | 1       | 0      | 1     |
| 6                        | Швейцария      | 0      | 1       | 0      | 1     |
| 8                        | Аргентина      | 0      | 0       | 1      | 1     |

### Медалисты

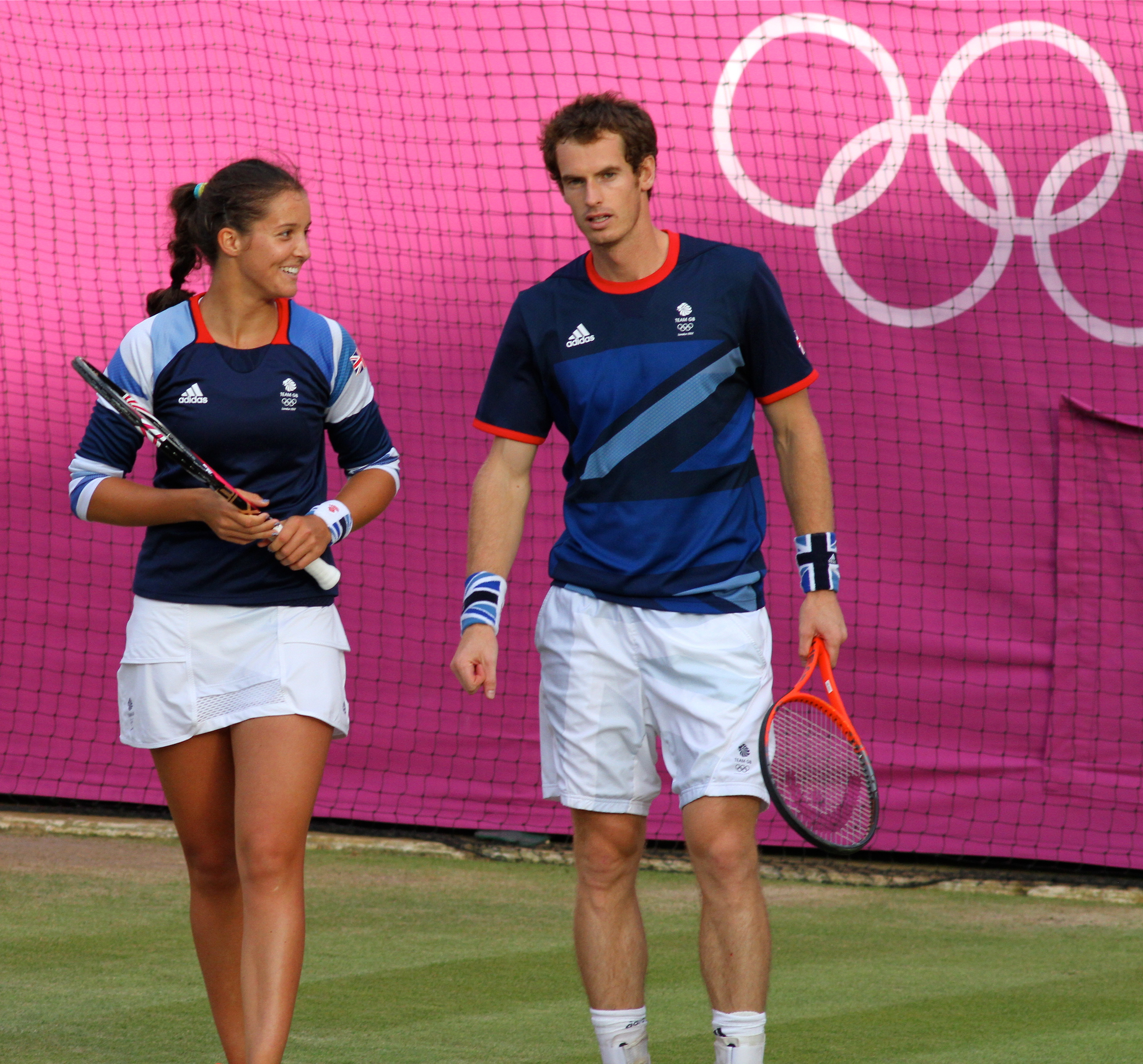
Энди Маррей (справа) и Лора Робсон выиграли серебро в миксте, а Маррей также выиграл золото в одиночном разряде

| Категория                | Золото                                       | Серебро                                       | Бронза                                     |
| Мужской одиночный разряд | Энди Маррей Великобритания                   | Роджер Федерер Швейцария                      | Хуан Мартин дель Потро Аргентина           |
| Мужской парный разряд    | США · Боб Брайан · Майк Брайан               | Франция · Микаэль Льодра · Жо-Вильфрид Тсонга | Франция · Жюльен Беннето · Ришар Гаске     |
| Женский одиночный разряд | Серена Уильямс США                           | Мария Шарапова Россия                         | Виктория Азаренко Беларусь                 |
| Женский парный разряд    | США · Винус Уильямс · Серена Уильямс         | Чехия · Андреа Главачкова · Луция Градецкая   | Россия · Мария Кириленко · Надежда Петрова |
| Смешанный парный разряд  | Беларусь · Максим Мирный · Виктория Азаренко | Великобритания · Энди Маррей · Лора Робсон    | США · Майк Брайан · Лиза Реймонд           |

## Очки
| Стадия                 | Золото | Серебро | Бронза | 1/2 | 1/4 | 1/8 | 1/16 | 1/32 |
| ---------------------- | ------ | ------- | ------ | --- | --- | --- | ---- | ---- |
| Одиночные соревнования |        |         |        |     |     |     |      |      |
| Мужчины                | 750    | 450     | 340    | 270 | 135 | 70  | 35   | 5    |
| Женщины                | 685    | 470     | 340    | 260 | 175 | 95  | 55   | 1    |

## Обзор

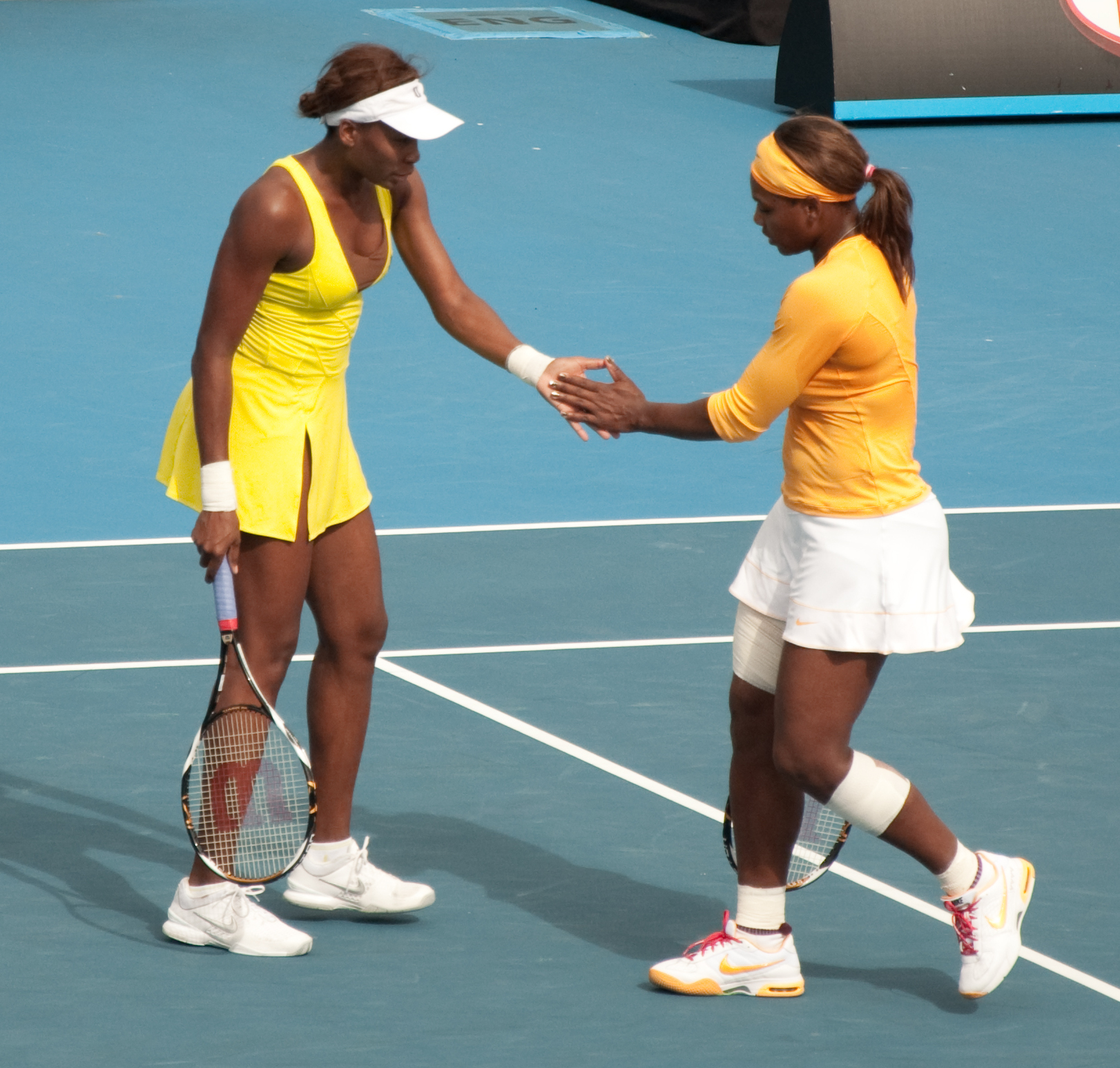
Сёстры Винус (слева) и Серена Уильямс (на фото 2010 года) — первые в истории четырёхкратные олимпийские чемпионки по теннису

Удачнее других теннисный турнир Олимпиады провела сборная США, отрядившая своих представителей в призёры четырёх из пяти дисциплин и выигравшая три соревнования. Единственной 2-кратной чемпионкой игр стала Серена Уильямс. Хозяева соревнований выиграли две медали и оба раза призёром игр стал Энди Маррей.
Шотландец стал победителем мужского одиночного турнира, переиграв в полуфинале и финале пару лидеров рейтинга ATP: Новака Джоковича и Роджера Федерера. Швейцарец стал серебряным призёром игр, а бронзовую медаль завоевал Хуан Мартин дель Потро, уступив в затяжном полуфинале всё тому же Федереру, но переиграв в дополнительном матче Джоковича. Серб, ещё в начале года бывший единоличным лидером мужского одиночного тенниса, крайне неудачно провёл оба главных травяных старта сезона — на Уимблдоне он впервые за долгое время не вышел в финал турнира Большого шлема, а здесь и вовсе оказался без медалей.
Аналогичный турнир у женщин покорился американке Серене Уильямс, обыгравшей на пути к титулу четырёх теннисисток, которые в разное время возглавляли рейтинг WTA. В финале она лишь гейм отдала Марии Шараповой. Бронзовая медаль досталась Виктории Азаренко, начинавшей турнир в статусе первого номера посева, но уступившей в полуфинале Серене Уильямс.
Парный титул у мужчин завоевала сильнейшая действующая мононациональная пара того времени — братья Брайаны. В полуфинале и финале ими обыграны две французские пары. Проигравшие им в полуфинале Жюльен Беннето и Ришар Гаске лишили в дополнительном матче бронзовой медали испанцев — Давида Феррера и Фелисиано Лопеса.
Парный турнир у женщин достался сёстрам Уильямс, выигравшим Олимпиаду в этом разряде в третий раз за 12 лет. Серебряная медаль досталась чешской паре Луция Градецкая / Андреа Главачкова, а бронза — российской паре Мария Кириленко / Надежда Петрова, уступившей место в титульном матче всё тем же сёстрам Уильямс.
Турнир в миксте покорился белорусам — Виктория Азаренко и Максим Мирный переиграли в титульном матче Энди Маррея и Лору Робсон. Бронзовая медаль досталась Лизе Реймонд и Майку Брайану, переигравшие в дополнительном матче один из немецких дуэтов.

## Спортивные объекты

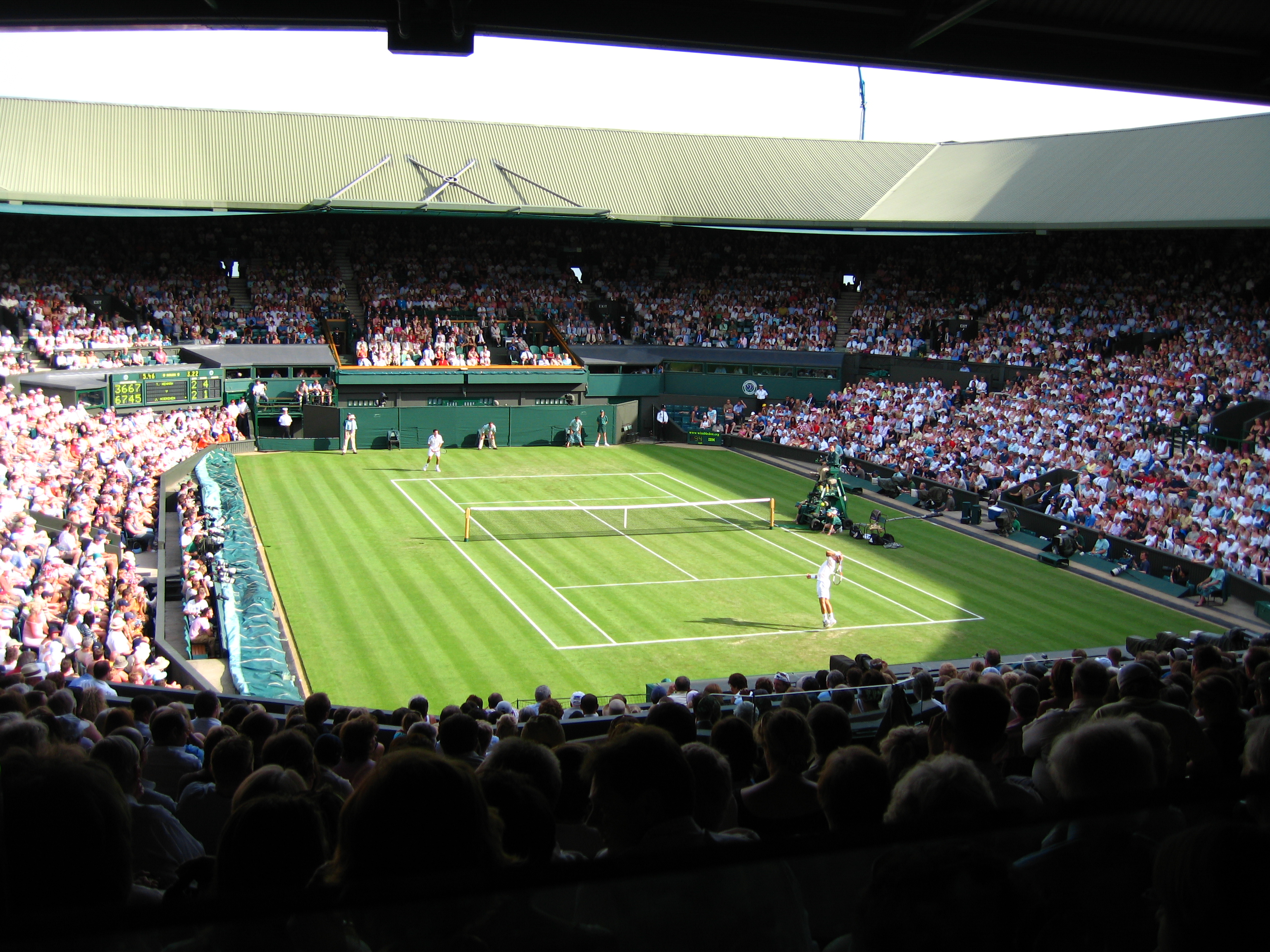
Центральный корт комплекса.

Соревнования прошли на кортах Всеанглийского клуба лаун-тенниса и крокета, где ежегодно проводится Уимблдонский турнир. Олимпийские соревнования теннисистов в Лондоне начались менее, чем через месяц после завершения Уимблдонского турнира 2012 года. Всеанглийский клуб лаун-тенниса и крокета уже принимал олимпийские соревнования в 1908 году (в 3 из 6 дисциплин, игравшихся на открытом воздухе).

## Судьи
Технические делегаты —  Барбара Смит,  Стюарт Смит
Главный судья —  Стефан Франссон
Помощники главного судьи:
- Уэйн Маккевен
- Мартина Луткова
- Пэм Уиткросс[англ.]
- Андреас Эгли

Шеф судей —  Сёрен Фримель
Помощники шефа судей —  Реми Аземар,  Питер Гримсдейл,  Франк Сабатье,  Адриан Уилсон
Судьи на вышке:
- Мариана Алвеш
- Ева Асдераки[итал.]
- Карлос Бернардес
- Джон Блом
- Тамара Врховец
- Джейк Гарнер
- Люси Грант
- Ларс Графф
- Эмманюэль Жозеф
- Джеймс Кеотавонг
- Юлие Кьендле
- Элисон Лэнг[англ.]
- Паскаль Мария[фр.]
- Энрик Молина
- Джанлука Москарелла
- Энтони Ниммонс
- Адель Нур
- Карлуш Рамуш[англ.]
- Чжан Жуань
- Мария Чичак
- Фиона Эдвардс
- Мохамед Эль-Дженнати
- Луиза Энгцелль[итал.]

## Квалификация
Каждая страна имела право заявить 6 мужчин и 6 женщин, с учетом того, что в каждом из разрядов страна должна иметь не более 4 спортсменов.
| Критерия               | Квалификация |
| ---------------------- | --- |
| Мировой рейтинг        | 56 теннисистов квалифицируется согласно мировому рейтингу в одиночном разряде; ещё 10 — согласно мировому рейтингу в парном разряде. Сильнейшие спортсмены, который квалифицировались на одиночные соревнования, автоматически имеют право принимать участие и в парном разряде (в сумме автоматически квалифицировавшихся дуэтов в одном парном турнире не должно быть больше 24). Сильнейшие теннисисты, которые квалифицировались на одиночные и парные соревнования, имеют право принимать участие в турнире смешанных пар (в сумме автоматически квалифицировавшихся дуэтов в турнире смешанных пар не должно быть больше 12). |
| Дополнительные условия | Автоматически квалифицировавшиеся на игры спортсмены должны в течение предваряющего игры четырёхлетнего цикла (2009-12 годы) принять участие в минимум двух сезонах одного из командных турниров ITF — Кубке Дэвиса (для мужчин) или Кубке Федерации (для женщин) (в том числе как минимум раз в 2011-12 годах). По ходатайству Национальной федерации некоторые спортсмены были допущены на игры и при невыполнении этого условия. |
| Финальная квалификация | По 2 места в одиночных турнирах даются комиссией спортсменам из развивающихся теннисных государств. 6 мест в одиночных турнирах, по 8 мест в женском и мужском парном турнирах, а также 4 места в турнире смешанных пар даются ITF спортсменам из любых стран, не сумевших квалифицировать на турнир максимальное число спортсменов. |

По следующим критериям теннисисты могут квалифицироваться на олимпийский турнир:
- Мировой рейтинг.
- Присутствие квалифицировавшихся теннисистов от определённой страны.
- Развитие тенниса в стране.
- Географическое положение.